# Robert Thomas (hockey sobre hielo)
Robert Thomas (Aurora, Ontario, 2 de julio de 1999) apodado RobTom, es un jugador profesional canadiense de hockey sobre hielo que se desempeña en la posición de centro en St. Louis Blues, equipo de la National Hockey League (NHL).

## Carrera
Fue seleccionado en la primera ronda en la NHL Entry Draft de 2017. En 2018 hizo su debut profesional con el equipo St. Louis Blues, donde lleva jugando seis temporadas.